# Но пасаран
Но пасара́н (ісп. ¡No pasarán!, фр. Ils ne passeront pas — «Вони не пройдуть») — політичне гасло, яке виражає твердий намір захищати свою позицію.
Уперше факт вживання цього гасла був зафіксований під час битви під Верденом у 1916 році французьким генералом Робером Нівелем (хоча інколи його приписують начальнику, який керував Другою армією, Філіппу Петену). Пізніше під час війни його також використовували румунські солдати під час битви при Марашешті (румунський переклад фрази: «Pe aici nu se trece»). Ці слова у формі «On ne passe pas!», з'явились також на пропагандистських плакатах після другої битви на Марні і на емблемах гарнізонів лінії Мажино.
Леон Блюм у 1934 році використав речення «ils ne passeront pas!» проти демонстрації Ліги 6 лютого. «Ілс» («вони») позначали фашистських протестувальників.

В українську мову це гасло потрапило з іспанської. Під час громадянської війни в Іспанії його використовувала комуністка Долорес Ібаррурі, зробивши ці слова одним із символів антифашистського руху. Відповіддю послужила фраза Франсіско Франко «Hemos pasado» («Ми пройшли»), сказана ним після падіння Мадрида.